# 15 Years After
A 15 Years After az Enigma német zenei projekt box set formátumú válogatásalbuma. 2005. december 9-én jelent meg. A box set nyolc lemezből áll: az Enigma 1990 és 2003 közt megjelent öt stúdióalbuma, két DVD, valamint egy bónusz CD, melyen Rollo Armstrong dolgozza fel az Enigma dalait. A box set az Enigma első kislemeze, a Sadeness (Part I) megjelenésének tizenötödik évfordulójára jelent meg. Az albumborítón Leonardo da Vinci 1490-ben készült festménye, a Hermelines hölgy látható.
A box set eredetileg 128 euróba került, ami némi felzúdulást váltott ki a rajongók körében, mivel az albumokat nem remaszterelték (ellentétben a korábbi Love Sensuality Devotion válogatásalbummal), viszont másolásvédelemmel ellátták. A Hello and Welcome című új kislemez és a The Dusted Variations lemez szintén vegyes fogadtatásban részesült. Emellett az Out from the Deep videóklipje, amely a Remember the Future DVD-ről minden nyilvánvaló ok nélkül maradt le, ezen a kiadványon sem szerepelt, a kísérőfüzetben pedig kevés információ volt a projekt történetéről.
Később a box set ára lement 92.99 euróra. 2005. november 30-án Michael Cretu személyesen látogatott el az EMI gyárába a hollandiai Udenben, hogy ezer példányt autogrammal lásson el. Az ezer példányon ezüst filctollal szerepelt Cretu monogramja. Bár az autogramos Enigma-albumok rendkívül ritkák, a box set autogramos változata fél évvel a megjelenés után még mindig kapható volt az Amazon.de oldalon.

## A box set tartalma
Albumok
- MCMXC a.D. (1990)
- The Cross of Changes (1993)
- Le roi est mort, vive le roi! (1996)
- The Screen Behind the Mirror (2000)
- Voyageur (2003)

Bónusz CD
- Hello and Welcome és The Dusted Variations

DVD-k
- Remember the Future (2001)
- MCMXC a.D.: The Complete Video Album (2003)

A box set tartalmazott egy kódot is, amellyel a vásárló letölthette a Voyageur és a Boum-Boum videóklipjét az Enigma hivatalos weboldaláról, ezek mostanra azonban már nem érhetőek el.

## Fordítás
Ez a szócikk részben vagy egészben  a(z)   15 Years After című angol Wikipédia-szócikk ezen változatának fordításán alapul.  Az eredeti cikk szerkesztőit annak laptörténete sorolja fel. Ez a jelzés csupán a megfogalmazás eredetét és a szerzői jogokat jelzi, nem szolgál a cikkben szereplő információk forrásmegjelöléseként.